# Canções, eternas canções 3
Canções, eternas canções 3 é o quarto álbum de estúdio do cantor de música gospel Alex Gonzaga, lançado pela MK Music em julho de 2011.
É o terceiro volume da série de regravações de músicas antigas.

## Faixas
1. Meu bem querer
2. Segura na mão de Deus
3. Um milagre, Senhor
4. Não chores mais
5. Unidos pelo amor
6. Desapareceu um povo
7. Ensina-me
8. Cem ovelhas
9. Meu Tributo
10. Mover do Espírito
11. Coração de pedra
12. Primeiro Amor
13. Vai e não peques mais

## Clipes
| Música             | Lançamento             |
| ------------------ | ---------------------- |
| Um milagre, Senhor | 14 de dezembro de 2011 |